# Caiophora rosulata
Caiophora rosulata är en brännreveväxtart. Caiophora rosulata ingår i släktet Caiophora och familjen brännreveväxter.

## Underarter
Arten delas in i följande underarter:
- C. r. rosulata
- C. r. taraxacoides